# خوسيه كابو
كان خوسيه ماريا كابو بويج (17 يوليو 1907 – 10 ديسمبر 1991) لاعب كرة قدم ومدربًا إسبانيًا. لعب كحارس مرمى بشكل خاص مع ريال مدريد وأتلتيكو مدريد وإسبانيول.

## روابط خارجية
- José Maria Cabo على BDFutbol
- José Maria Cabo manager profile على BDFutbol
- José Maria Cabo profile
- Bio (in Spanish)

1. 1 2   http://periquito.cat/html/zcabo.html. {{استشهاد ويب}}: |url= بحاجة لعنوان (مساعدة) والوسيط |title= غير موجود أو فارغ (من ويكي بيانات) (مساعدة)